# Orangebrynad stare
Orangebrynad stare (Enodes erythrophris) är en fågel i familjen starar inom ordningen tättingar.

## Utseende och läte
Orangebrynad stare är en omisskännlig långstjärtad stare. Den har ett brett orangefärgad ögonbrynsstreck, ljust öga, askgrå kropp, mossgröna vingar och stjärt samt en kontrasterande gulaktig övergump. Ungfåglar är brunare, med smalare ögonbrynsstreck och ett mörkt öga. Lätet är ett metalliskt och blött ”wink”, avgett enstaka eller upprepat. 

## Utbredning och systematik
Fågeln förekommer i bergsområden på Sulawesi. Den placeras som enda art i släktet Enodes. 

## Levnadssätt
Orangebrynad stare hittas i bergsskogar. Där ses den i trädtoppar, vanligen i par eller smågrupper.

## Status och hot
Arten har ett stort utbredningsområde, men tros minska i antal, dock inte tillräckligt kraftigt för att den ska betraktas som hotad. Internationella naturvårdsunionen IUCN listar arten som livskraftig (LC).